# Celejów (Lublin)
Pour les articles homonymes, voir Celejów.
Celejów (prononciation [t͡sɛˈlɛjuf]) est un village de la gmina de Wąwolnica du powiat de Puławy dans la voïvodie de Lublin, situé dans l'est de la Pologne.
Il se situe à environ 8 kilomètres au nord-ouest de Puławy (siège de la gmina), 11 kilomètres au sud-est de Puławy (siège du powiat) et 38 kilomètres à l'ouest de Lublin (capitale de la voïvodie).

## Histoire
De 1975 à 1998, le village est attaché administrativement à l'ancienne voïvodie de Lublin.

Depuis 1999, il fait partie de la nouvelle voïvodie de Lublin.